# Vilis Janums
Vilis Janums (ur. 7 stycznia 1894 w miejscowości Code, zm. 6 sierpnia 1981 w Münster) – łotewski wojskowy (pułkownik), szef sztabu Łotewskiego Legionu SS, a następnie dowódca kolejno 2 Ochotniczego Pułku Legionu, 32 Pułku Grenadierów SS i 33 Pułku Grenadierów SS 15 Dywizji Grenadierów SS podczas II wojny światowej
Brał udział w I wojnie światowej w szeregach armii rosyjskiej. 28 października 1914 r. został zmobilizowany do 2 Rezerwowej Brygady Artylerii. W styczniu 1916 r. ukończył oficerską szkołę strzelecką w miejscowości Oranienbaum w stopniu podporucznika z przydziałem do 198 Rezerwowego Pułku Piechoty. Od 3 kwietnia tego roku służył w Łotewskim Batalionie Strzeleckim, a od lutego 1917 r. – 4 Łotewskim Pułku Strzeleckim. 18 stycznia 1918 r. został zwolniony ze służby wojskowej.
W marcu 1919 r. zmobilizowano go do armii bolszewickiej do 4 Pułku Czerwonych Strzelców Łotewskich. Już w maju tego roku zdezerterował i 1 czerwca wstąpił do nowo formowanej armii łotewskiej. Służył jako podporucznik w 2 batalionie w Cesis, który 30 sierpnia wszedł w skład 2 Pułku Piechoty w Windawie. 1 stycznia 1920 r. V. Janums awansował na porucznika, a 21 stycznia 1921 r. – kapitana. Od 9 sierpnia 1928 r. do 19 lipca 1930 r. szkolił się w czechosłowackiej akademii sztabu generalnego, po czym objął funkcję szefa sekcji statystycznej w Departamencie Operacyjnym Sztabu Generalnego armii łotewskiej. 18 listopada tego roku dostał stopień podpułkownika. Od lutego 1934 r. był instruktorem wojskowym w akademii wojskowej. W lutym 1937 r. objął dowództwo 2 batalionu 6 Pułku Piechoty w Rydze. We wrześniu 1939 r. został szefem sztabu Dywizji Kurzeme. 11 listopada awansował do stopnia pułkownika.
Po aneksji Łotwy przez ZSRR został zwolniony ze służby wojskowej 21 października 1940 r. W marcu 1941 r. wyjechał do Niemiec. Po zajęciu obszaru Łotwy przez wojska niemieckie powrócił w lipcu wraz z nimi do kraju. Wszedł w skład łotewskiej administracji samorządowej pod przewodnictwem gen. Oskarsa Dankersa. 24 stycznia 1943 r. wstąpił ochotniczo do Waffen-SS. Został szefem sztabu Łotewskiego Legionu SS. Od 7 kwietnia tego roku dowodził 2 Ochotniczym Pułkiem Legionu. Po utworzeniu 15 Dywizji Grenadierów SS pod koniec 1943 r., objął na krótko dowództwo 32 Pułku Grenadierów SS. Od 12 listopada tego roku dowodził 33 Pułkiem Grenadierów SS. W lipcu 1944 r. pułk został rozbity w walkach z Sowietami koło Ostrowa. Vilis Janums stanął wówczas na czele Grupy Bojowej "Janums" (Kampfgruppe "Janums"), złożonej z resztek pułku, ale już 17 lipca został ranny i przewieziony do szpitala polowego. W sierpniu został dowódcą 33 Pułku Grenadierów SS, odtworzonego w Niemczech. Od 19 kwietnia 1945 r. dowodził Grupą Bojową "Janums", składającą się z resztek 1 batalionu 32 Pułku Grenadierów SS, 1 batalionu 33 Pułku Grenadierów SS i 15 Batalionu Fizylierów. 27 kwietnia poddał się Amerykanom w miejscowości Gutergluck na południowy wschód od Magdeburga.
Po zwolnieniu z obozu jenieckiego pozostał na obszarze zachodnich Niemiec. Od stycznia 1946 r. do grudnia 1969 r. przewodniczył emigracyjnej organizacji grupującej byłych żołnierzy łotewskich oddziałów Waffen-SS Daugavas Vanagi. Zmarł w RFN 6 sierpnia 1981 r.
Został odznaczony m.in. rosyjskim Krzyżem Świętego Jerzego IV klasy, Orderem Świętego Stanisława z Mieczami III klasy, łotewskim Orderem Westharda i Orderem Trzech Gwiazd IV i V klasy, Złotym Krzyżem Niemieckim oraz Krzyżem Żelaznym I i II klasy.